# 自我忽視
自我忽視是一種行為狀態，個人忽視了自己的基本需求，例如個人衛生，適當的衣服，進食或適當照顧自己的任何疾病。一般而言，任何在個人健康，衛生和生活條件方面缺乏自我保健的行為都可以稱為自我忽視。極端的自我忽視可以被稱為第歐根尼綜合症。

## 原因
自我忽視可能是由於腦損傷，癡呆或精神疾病引起的。可能是由於任何精神或身體疾病而影響人的身體能力，精力水平，注意力，組織技能或動機。
動機下降也可能是精神科藥物的副作用，使需要這些藥物的人比單獨由精神疾病引起的自我忽視的風險更高。

## 外部連結
- Neglect and Self-Neglect
- Washington State Department of Social & Health Services
- Self-neglect in the elderly: knowing when and how to intervene - Self-Neglect: The Professional's Challenge （页面存档备份，存于）
- Self-Neglect
- Self-Neglect by Older Adults （页面存档备份，存于）
- Self-neglect Severity Scale - Draft
- Age-related illness may lead to self-neglect （页面存档备份，存于）